# Puma concolor costaricensis
A suçuarana-costa-riquenha (Puma concolor costaricensis) é uma subespécie de suçuarana em perigo. Esta subespécie de suçuarana geralmente caça à noite e às vezes pode viajar longas distâncias em busca de alimento. O tamanho médio das suas ninhadas é de 3 filhotes. O animal tem uma pelagem de cor bronze sólida, sem manchas. Esta subespécie em particular, é considerada como o segundo maior felino da Costa Rica e pode ser encontrado em diversos lugares e ambientes. Como outros pumas, ele é incrivelmente rápido, e pode manobrar com bastante facilidade e habilidade.